# Bully (Loire)
Bully é uma comuna francesa na região administrativa de Auvérnia-Ródano-Alpes, no departamento de Loire. Estende-se por uma área de 19,03 km². Em 2010 a comuna tinha 415 habitantes (densidade: 21,8 hab./km²).